# مانويل بايهر
مانويل بايهر (بالألمانية: Manuel Bihr)‏ (17 سبتمبر 1993 بهيرنبرغ في ألمانيا - ) هو لاعب كرة قدم ألماني في مركز قلب الدفاع. لعب مع شتوتغارت كيكرز ونادي نورنبرغ و1. FC Nürnberg II ‏.

## روابط خارجية
- مانويل بايهر على موقع الاتحاد الآسيوي (الإنجليزية)
- مانويل بايهر على موقع قاعدة بيانات كرة القدم.إي يو (الإنجليزية)
- مانويل بايهر على موقع بيانات كرة القدم. دي إي (الألمانية)
- مانويل بايهر على موقع ناشيونال فوتبول تيمز (الإنجليزية)
- مانويل بايهر على موقع Soccerway.com (الإنجليزية)
- مانويل بايهر على موقع عالم كرة القدم.نت (الإنجليزية)